# Adolph Gottlieb
Adolph Gottlieb (Nueva York, 14 de marzo de 1903 - Long Island, 4 de marzo de 1974) fue un pintor y escultor del expresionismo abstracto estadounidense.
Estudió en la Liga de estudiantes de arte de Nueva York y en Parsons The New School for Design de Nueva York, así como en Francia y Alemania. Perteneció al grupo de los expresionistas norteamericanos que, en 1935, formaron el grupo The Ten y el New York Artists Painter, junto a Mark Rothko y John D. Graham, entre otros. Aprovechó la iniciativa pública estadounidense de apoyar a los nuevos artistas plásticos a través del Federal Art Proyects
La fuerte influencia de su estancia en Alemania le llevó a trabajar sobre la base de las vanguardias europeas, no dejando de lado la impronta del surrealismo. Marcado en sus inicios por el constructivismo, fue desarrollando un lenguaje artístico personal en el que destacó por trabajar temas clásicos de la pintura de todos los tiempos y una mezcla de modernidad y tribalismo amerindio y africano.

## Obras en colecciones
- Estados Unidos:
  - National Gallery of Art, Washington D. C..
  - Smithsonian American Art Museum, Washington D. C.
  - Pomona College Museum of Art, California.
  - Museo de Arte Allen Memorial del Oberlin College, Ohio.
  - Cleveland Museum of Art, Ohio
  - Fred Jones Jr. Museum of Art en la Universidad de Oklahoma
  - Museo Solomon R. Guggenheim, Nueva York
  - Universidad de Harvard, Massachusetts.
  - High Museum of Art, Georgia
  - Krannert Art Museum, Illinois
  - Modern Art Museum of Fort Worth, Texas
  - Nasher Sculpture Center, Texas.
  - Montclair Art Museum, Nueva Jersey
  - Nassau County Museum of Art, Nueva York
- Resto del mundo:
  - Tate Gallery, Londres
  - Museo de Arte Contemporáneo de Teherán, Irán.
  - Instituto Valenciano de Arte Moderno, IVAM, Valencia.